# مبارک السلطان
مبارک السلطان (انگلیسی: Mubarak Al-Sultan؛ زادهٔ ۳۱ ژوئیهٔ ۱۹۹۳) یک ورزشکار اهل عربستان سعودی است.